# Cruzeiro (São Paulo)
Cruzeiro é um município brasileiro do Estado de São Paulo e sede da 4ª sub-região da Região Metropolitana do Vale do Paraíba e Litoral Norte, no cone leste paulista. Suas coordenadas geográficas são 22º34'38" sul e 44º57'30" oeste. A cidade possui uma área de 305,699 km² e a sua população em 2022 foi estimada pelo IBGE em 74.961 habitantes, com uma densidade demográfica de 245,21 hab/km².. Sua área urbana é conurbada com bairros do município de Lavrinhas.

## História

### Precedentes
O povoamento onde teve inicio a cidade de Cruzeiro teve sua origem datada do século XVIII,  com o surgimento de um povoado na localidade conhecida por Embaú, que se desenvolveu devido ao ouro de Minas Gerais, em terras pertencentes ao município de Lorena, próximo ao atual território de Cruzeiro. Esse povoado provavelmente foi consequência do fato de que o território, onde hoje é o município de Cruzeiro, era trecho da Estrada Real, caminho entre Minas Gerais e Paraty em que passavam as expedições para a exploração do ouro do então Brasil colônia.
Ao longo dos anos, as rotas comercias estabelecidas pelos mineiros que demandavam aos Portos de Paraty e Mambucaba fizeram surgir na região, então conhecida por Embaú, muitas roças dedicadas a fornecer produtos de abastecimento aos tropeiros. Nessa área, o sargento-mor Antônio Lopes de Lavra iniciou, em 1781, a construção da capela dedicada a Nossa Senhora da Conceição do Embaú, concluída seis anos depois. Na povoação que ao lado da capela se formou, os primeiros povoadores passaram a comercializar os produtos locais, logo aumentando o núcleo urbano.
Por esse trecho da Estrada Real, que passa pela Garganta do Embaú, divisa entre Cruzeiro e Passa Quatro, desde o século XVI também passavam as expedições dos bandeirantes, como Fernão Dias Pais Leme, Antônio Delgado da Veiga e Miguel Garcia Velho. Mais tarde, com o descobrimento do ouro no território de Minas Gerais, o caminho se tornou a Estrada Real, que levava o ouro de Minas Gerais até o porto de Paraty. Gentil Moura, em seu “Dicionário da Terra e da Gente de Minas”, afirma que: “(...)pelo Embaú deve ter passado a expedição de Martim Afonso, em 1531, assim como aquela que fez parte o inglês Anthony Knivet, em 1596.” João Camilo de Oliveira Torres, em sua “História de Minas”, escreve que a garganta era passagem obrigatória e afirma que o Conde de Assumar quando veio para Minas como governador, em 1717, procurou fazer um levantamento dos caminhos existentes, notando o “caminho velho” do Rio, o caminho de São Paulo, o “caminho novo”, construído por Garcia Rodrigues Paes, filho de Fernão Dias. Analisando-os, deu preferência ao de São Paulo, passando por Taubaté e pelo Embaú.

### Marcos históricos do município
O marco histórico do município de Cruzeiro, em seus moldes atuais, começa a partir da década de 1824 quando o  Capitão Joaquim Ferreira da Silva e sua esposa Fortunata Joaquina do Nascimento mudam-se para as terras denominadas "Sitio do Ribeirão do Lopes". Joaquim Ferreira foi proprietário destas terras que contempla o atual território do município, até seu assassinato ocorrido no dia 14 de Novembro de 1835. Este fato faz que sua viúva Fortunata Joaquina do Nascimento, herde a fazenda que até então totalizava cerca de 900 hectares.  Por ser analfabeta e não entender de negócios em 1836 , a viúva se casa em segundas núpcias com o Capitão Antônio Dias Telles de Castro, que também era um rico fazendeiro e assume os negócios da fazenda. Derruba a antiga casa térrea, construindo a sede que vemos até os dias atuais e que abriga o museu Major Novaes, pela bela vista que se tinha de qualquer uma das 35 janelas no andar superior, a sede recebeu o nome de Fazenda Boa Vista que futuramente passou a ser conhecido entre os populares por Casa da Dona Tita ou Solar dos Novaes e administrado pelo poder municipal. segundo o historiador João Motta o  Capitão Antônio Dias Telles de Castro faleceu no dia 28 de Janeiro de 1854, por conta de um estupor. Fortunata vive onze anos viúva e no dia 02 de Outubro de 1865 adquiriu o seu terceiro matrimônio, dessa vez com o Alferes Manoel de Freitas Novaes, 29 anos mais jovem,  elevado a Major em 1868, homem politicamente influente e já grande proprietário de terras na região imediatamente vizinha à fazenda Boa Vista. A partir de então, major Novaes ampliou a sede as atividades da fazenda e passou a assumir grande influência nas transformações da localidade. A começar por reformar e ampliar a sede da fazenda Boa Vista como a construção de um anexo com três quartos e o Oratório da sala de estar.
O major Manuel tinha grande influência política na província de São Paulo, foi empreiteiro do trecho da via férrea Queluz Cachoeira Paulista caminho de ferro que passou pelas terras que hoje compõe o território de Cruzeiro. A construção do Túnel da Mantiqueira, trecho da linha férrea entre Minas Gerais e São Paulo, foi na época uma das mais importantes obras do país, e mereceu atenção especial do Imperador, que inspecionou o andamento das obras em mais de uma ocasião. A viagem inaugural do trecho, ocorrida em 22 de junho de 1884, contou com a ilustre presença do Imperador e da família real, não tendo o Major sido convidado por conta das rixas que possuía com os ingleses.
A rota ferroviária que passava por Cruzeiro foi preponderante para o transporte de café e mercadorias em geral ao longo da segunda metade do século XIX e início do século XX, pois ligava os Estados de Minas Gerais, São Paulo e Rio de Janeiro. E a cidade de Cruzeiro foi trecho obrigatório dessa rota e ponto de interligação entre os três Estados. Logo, esses fatos foram decisivos para a consolidação do núcleo urbano que culminou na formação do atual município, uma vez que a então ferrovia, denominada Estrada de Ferro Central do Brasil, teve grande importância para o escoamento da produção de café e também para o fluxo de comércio em geral desses Estados naquele período.

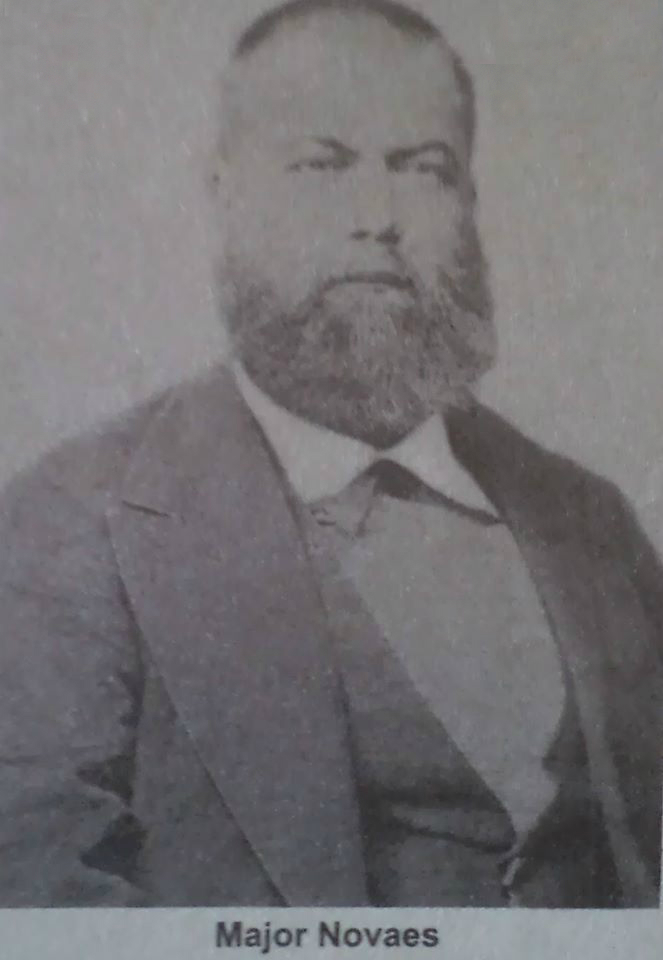
Major Manuel de Freitas Novaes.

Em torno da Estação construída pelo Major Novaes em 1878, em 03 de maio de 1881 surge um vilarejo fundado pelo engenheiro ingles Herbert Edgell Hunt evoluiu com o passar dos anos, tendo sido em 1891 criado o novo distrito, denominado Estação de Cruzeiro, devido ao desenvolvimento trazido pela Estrada de Ferro D. Pedro II, que potencializou fluxo de comércio naquela localidade. O Distrito cresceu tanto que no mesmo ano foi elevado a categoria de vila com o nome de Vila Novais. Em 1892, foi novamente reconduzido a distrito, novamente chamado Estação do Cruzeiro, e incorporado ao município de Conceição do Cruzeiro, atualmente extinto. A sede do município de Conceição do Cruzeiro foi transferida para o Distrito de Estação do Cruzeiro, em 1901, passando a ser município autônomo denominado por Cruzeiro.
A partir de então, o município passou a se consolidar, desenvolvendo-se paulatinamente decorrente do movimento da ferrovia na Estação de Cruzeiro, atraindo imigrantes e pessoas de outras localidades do país ao povoado já existente em forma de vila, interessados no crescimento econômico do município. O interesse pela região também era devido a sua privilegiada localização geográfica, que estava na metade do caminho entre São Paulo e Rio de Janeiro, ponto estratégico de atividade comercial.

### Revolução Constitucionalista de 1932
Em Cruzeiro seria apenas rota de passagem das tropas paulistas comandadas pelo General Euclides Figueiredo, parando em Lorena para esperar as tropas de Minas Gerais, foi quando Euclides recebe a noticia que os Mineiros não iriam apoiar São Paulo, por conta de cruzeiro estar no centro entre Minas Gerais, São Paulo e Rio de Janeiro,  Cruzeiro torna-se palco de um importante fato da história do Brasil. Foi nessa cidade em que ocorreu a assinatura da rendição militar do Exército Constitucionalista perante o Exército Federal durante a Revolução Constitucionalista de 1932. O termo do acordo foi assinado precisamente na Escola Arnolfo Azevedo (localizado no centro da cidade) no dia 2 de outubro de 1932. Naquele conflito, esse prédio também serviu de quartel-general do destacamento do coronel Antônio Paiva de Sampaio, tropa paulista responsável pela resistência naquele município.
O município teve grande importância durante aquele evento militar, pois como situa-se na divisa com os Estados de Minas Gerais e Rio de Janeiro tornou-se ponto estratégico na linha defensiva de trincheiras criada pelos paulistas na defesa militar do Estado de São Paulo frente a ofensiva das tropas federais comandadas por Getúlio Vargas. O Túnel da Mantiqueira e a Garganta do Embaú, situados na divisa entre Cruzeiro e a cidade de Passa Quatro, foram os locais onde ocorreram importantes batalhas entre as tropas federais e as tropas constitucionalistas e também os locais em que houve o maior número de mortos naquele conflito. Entre aqueles que tombaram nos combates daquela região, está o capitão Manuel de Freitas Novaes Neto, neto do fundador de Cruzeiro, Major Novaes.
Em 2008, a cidade de Cruzeiro recebeu através da lei estadual nº 13.203 o honroso título honorífico de "Capital da Revolução Constitucionalista de 1932" em virtude desses marcantes episódios do conflito ocorridos no município e também por ser local em que houve a assinatura do termo de cessação daquele conflito militar.

### Da indústria nascente à contemporaneidade
Em 1945, com a inauguração da sede da  Fábrica Nacional de Vagões (FNV) em Cruzeiro, no contexto da política industrial do governo de Getúlio Vargas, a economia do município passou a assumir também vocação industrial, contribuindo em muito para seu crescimento e desenvolvimento, de modo a atrair novos moradores em função da demanda pela mão de obra industrial. A FNV de Cruzeiro foi pioneira na construção de vagões de carga 100% nacionais para as ferrovias brasileiras. Porém, em 1990, com a política de privatizações do governo federal, foi adquirida pela atual Amsted Maxion, que ainda opera no município na produção de vagões de carga, rodas de aço fundido, truques, entre outros produtos e serviços.

## Geografia

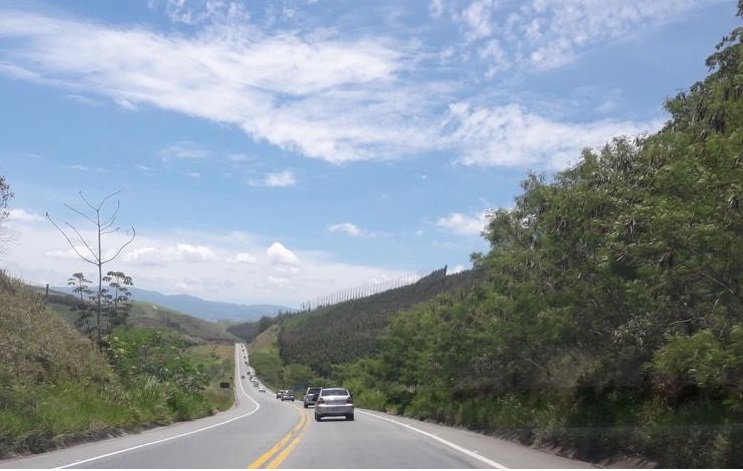
Rodovia SP-52, entre a saída 34 da Dutra e a zona urbana de Cruzeiro.

A localização geográfica do município é privilegiada, dado que num raio de cerca de 200 km localizam-se as duas maiores regiões metropolitanas do país, São Paulo e Rio de Janeiro, as quais concentram grande parte do PIB brasileiro. O município é atravessado pela Rodovia Dutra, sendo o acesso 34 dessa rodovia utilizado para chegar a cidade através da SP-52 (cerca de 8 km da distância).
A SP-52, após passar por Cruzeiro, também permite o acesso ao estado de Minas Gerais, após a subida da Serra da Mantiqueira.

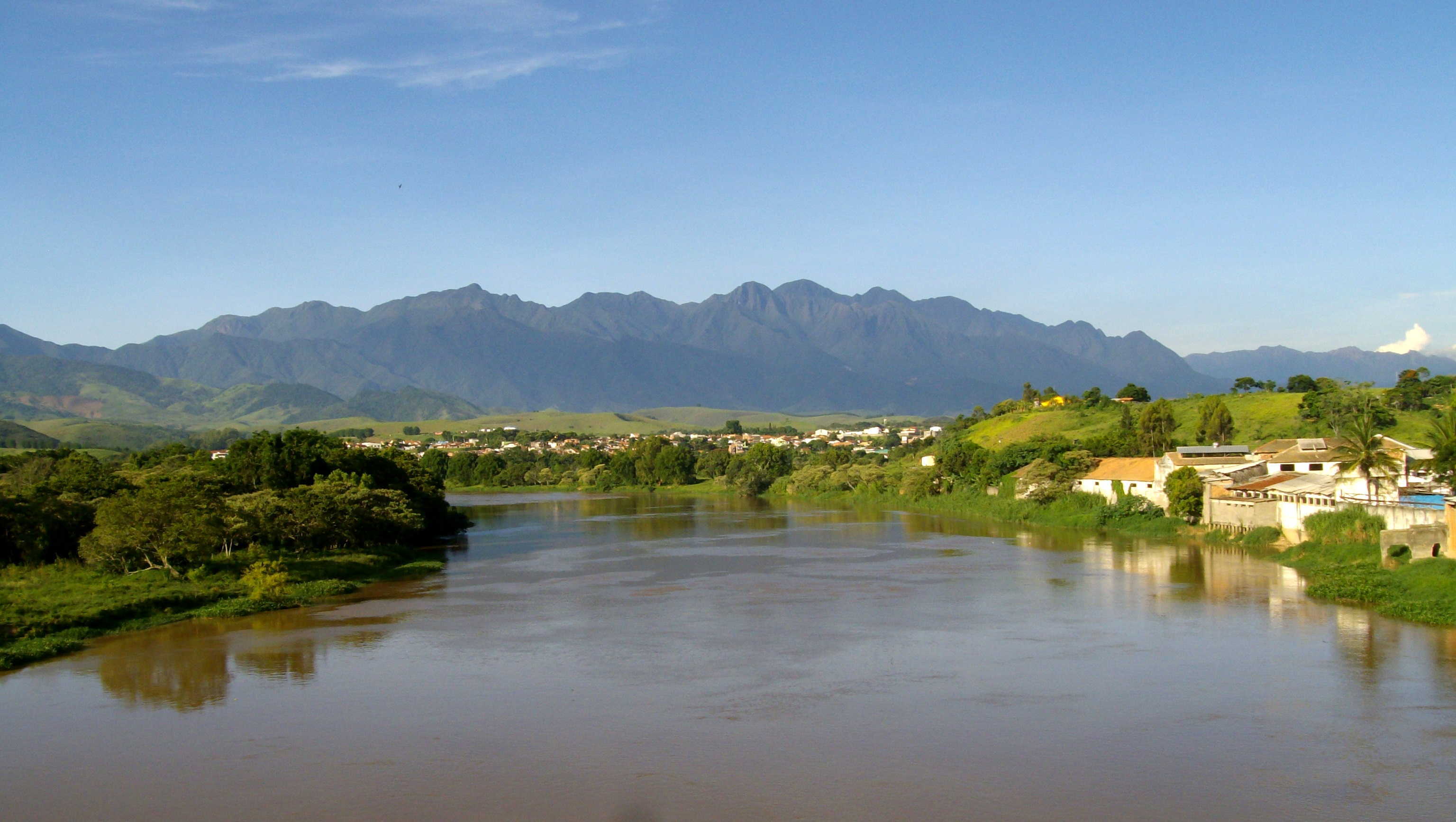
Rio Paraíba do Sul na altura do centro da cidade. Em segundo plano, a Serra da Mantiqueira.

### Hidrografia
Sua proximidade às montanhas o premiam com diversos mananciais. Cruzeiro está localizado na bacia do Rio Paraíba do Sul, o município possui uma rica malha hidrográfica, seus rios participam como afluentes diretos ou indiretos do Paraíba, muitos desses rios nascem nos contrafortes da serra da Mantiqueira sendo importantes mananciais para região. Entre os cursos d'água em destaque a margem direita do rio Paraíba do sul, se encontram rio Brejetuba, ribeirão Dolores, córrego da Barrinha, rio Embaú e rio Passa Vinte e na margem direita destaca-se o rio Itagaçaba. Esses são os principais que formam a ramificação do Rio Paraíba do Sul, que por ali mostram-se largos e volumosos. Completam a oferta aquífera outros córregos diversos.

### Topografia

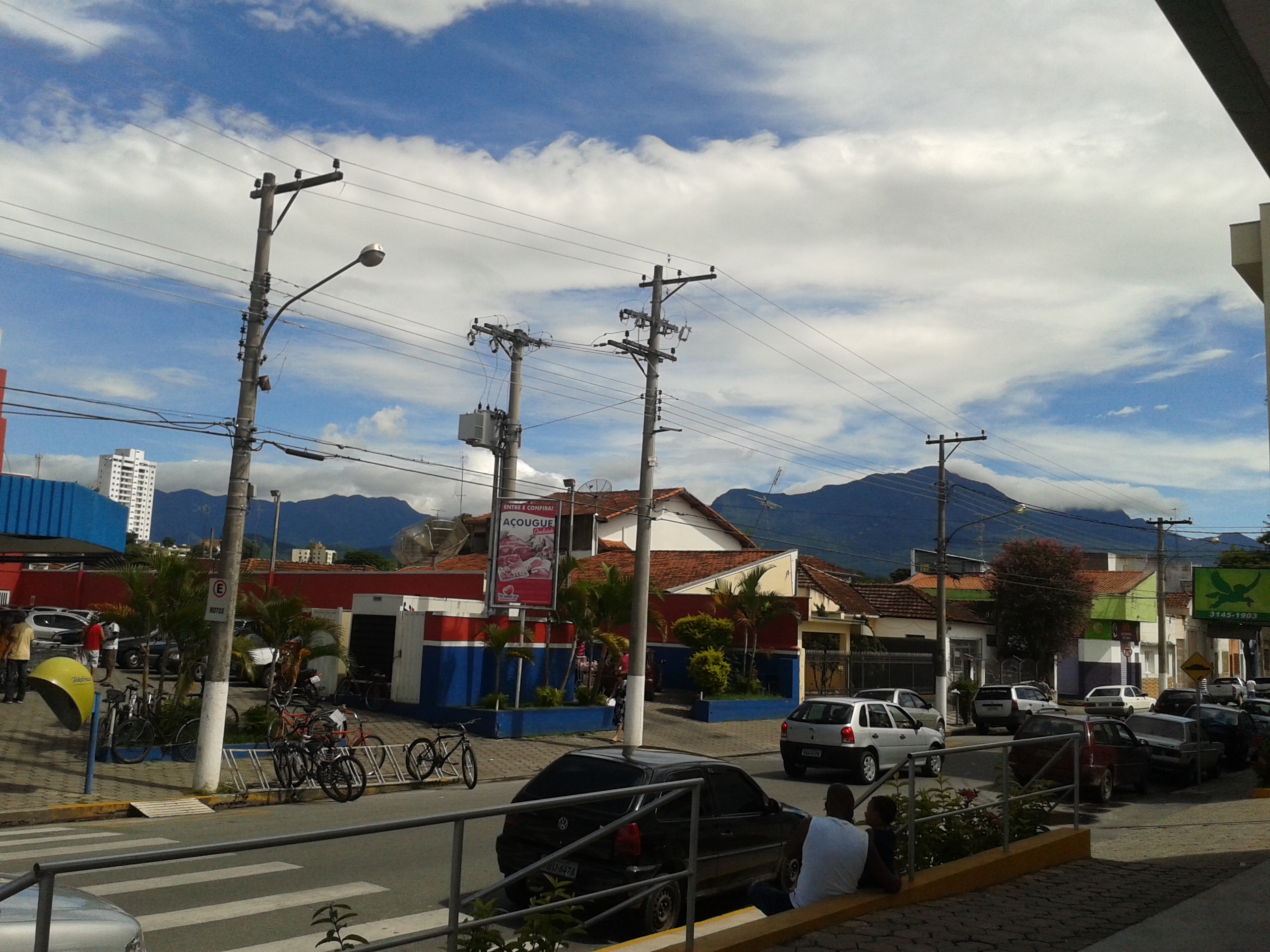
Vista da Rua Coronel José de Castro com a Serra da Mantiqueira ao fundo.

O município se situa na região do Médio Vale do Rio Paraíba do Sul, próximo à Serra da Mantiqueira, sua área urbana se encontra a aproximadamente 515 metros de altitude acima do nível do mar. A serra da Mantiqueira, ao Norte do município, apresentam elevações com aproximadamente 2.800m; ao Sul do território, região cortada pela Rodovia Presidente Dutra, o relevo assume o aspecto de "Mar de Morros" em formato de "meia laranja".
O centro antigo da cidade apresenta um projeto urbano em traçado ortogonal, estruturado sobre uma planície sedimentar de altitude, sendo uma das primeiras cidades planejadas do país, ainda que o processo tenha se limitado basicamente ao traçado de suas ruas.
A planície de altitude onde encontramos o município de Cruzeiro é resultante de um primitivo lago, que se estendia por todo centro do município até o município vizinho de Lavrinhas, onde, por milhares de anos, o rio Paraíba foi represado por formações de rochas magmáticas, uma barreira natural, que a erosão venceu com o passar das eras geológicas.
As áreas de entorno da planície central apresentam relevo ondulado, onde as altitudes se intensificam ao se afastar do centro, na área rural predominam a paisagem com morros em formato de "meia laranja" que compõem a paisagem de "Mar de Morros", que caracteriza a região.

Cruzeiro possui picos de altitude média a elevada, todos localizados na Serra da Mantiqueira, em áreas de divisa com municípios vizinhos paulistas e de Minas Gerais. As elevadas altitudes de seus picos superam a marca de 2.000 metros, a exemplo temos o Pico dos Marins, com 2.422 metros de altitude, na divisa com o município paulista de Piquete e por onde encontramos acesso a área; o Pico do Itaguaré, com 2308 metros, na divisa com o município mineiro de Passa Quatroo, esse com acesso por Cruzeiro e Passa Quatro, com menor facilidade de acesso conta com o Pico da Gomeira com 2068 metros. O Pico do Itaguaré é famoso na região por seu contorno a compor o nariz de um sugestivo corpo humano deitado, a formação é conhecida como "O Gigante Adormecido" de Cruzeiro. O município conta ainda com formações menores, mas pitorescas, como o pico do Focinho do Cão, e Seio da Virgem.

### Vegetação

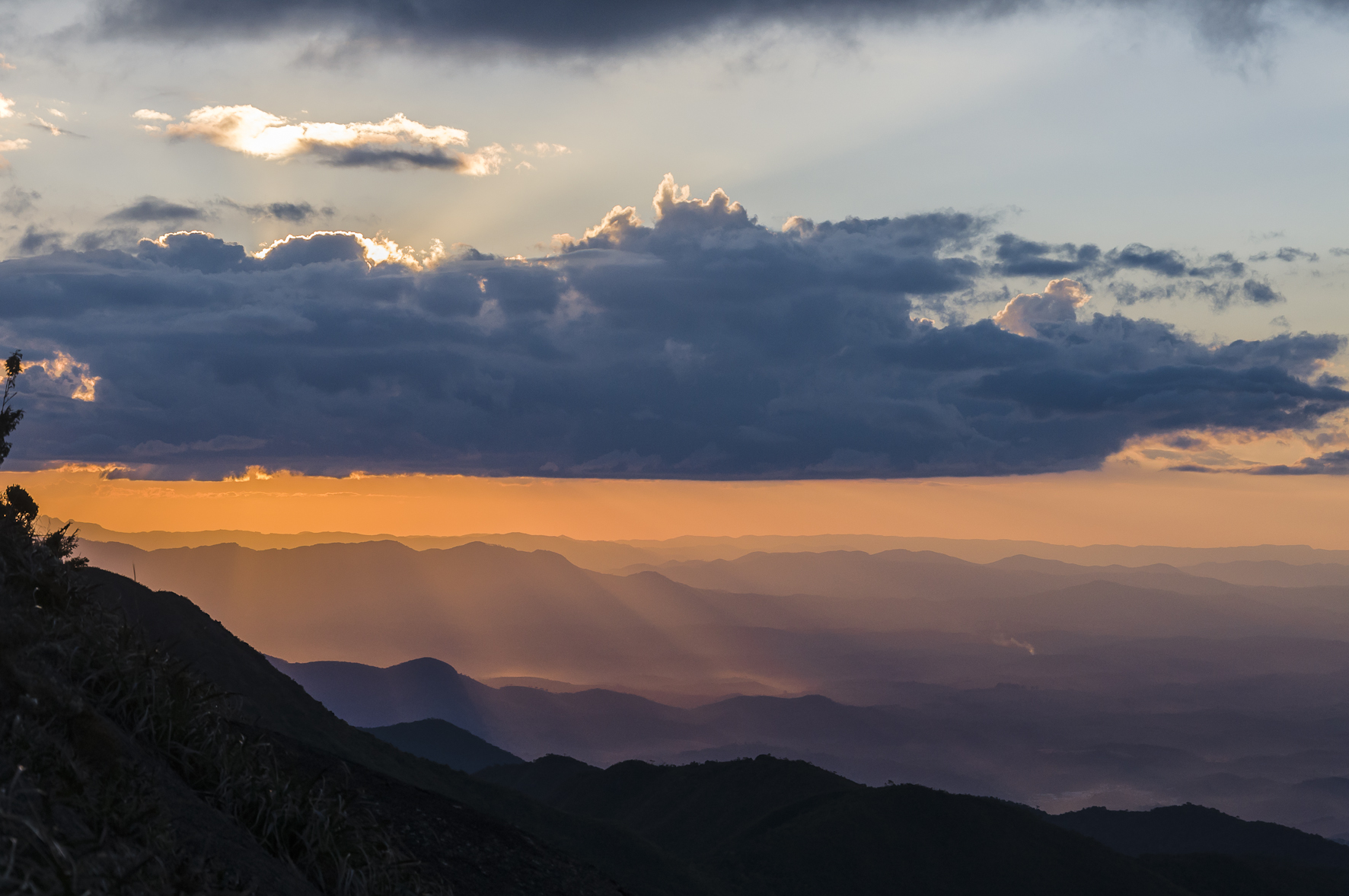
Por do sol visto da Serra da Mantiqueira.

A cidade, por ser localizada na Serra da Mantiqueira possuía, originalmente, formações de Floresta Subtropical de Altitude e Floresta Subtropical Mista de Araucária. Sua cobertura vegetal original foi praticamente toda destruída e descaracterizada ao longo dos últimos três séculos em função de atividades econômicas, restando poucas "Ilhas" nos contrafortes da serra da Mantiqueira, sendo que boa parte das matas existentes são de origem secundária.

### Clima
Cruzeiro apresenta o clima subtropical úmido (CwA), inverno seco com baixa pluviosidade. A umidade relativa do ar (média anual) é 75,9% e a precipitação pluviométrica anual é de 1.400 a 2.500 mm. O movimento dos ventos no município é influenciado pela topografia da região. A circulação do vento de superfície se processa predominantemente nas direções NE, SO e E, em qualquer época do ano, isto é, o vento sopra no corredor formado pelas duas serras.
| Dados climatológicos para Cruzeiro | Dados climatológicos para Cruzeiro | Dados climatológicos para Cruzeiro | Dados climatológicos para Cruzeiro | Dados climatológicos para Cruzeiro | Dados climatológicos para Cruzeiro | Dados climatológicos para Cruzeiro | Dados climatológicos para Cruzeiro | Dados climatológicos para Cruzeiro | Dados climatológicos para Cruzeiro | Dados climatológicos para Cruzeiro | Dados climatológicos para Cruzeiro | Dados climatológicos para Cruzeiro | Dados climatológicos para Cruzeiro |
| Mês                                | Jan                                | Fev                                | Mar                                | Abr                                | Mai                                | Jun                                | Jul                                | Ago                                | Set                                | Out                                | Nov                                | Dez                                | Ano                                |
| ---------------------------------- | ---------------------------------- | ---------------------------------- | ---------------------------------- | ---------------------------------- | ---------------------------------- | ---------------------------------- | ---------------------------------- | ---------------------------------- | ---------------------------------- | ---------------------------------- | ---------------------------------- | ---------------------------------- | ---------------------------------- |
| Temperatura máxima média (°C)      | 28,6                               | 28,6                               | 28                                 | 26,5                               | 24,9                               | 24,1                               | 23,7                               | 25,3                               | 26,3                               | 26,6                               | 27,1                               | 29,6                               | 26,4                               |
| Temperatura média (°C)             | 23,1                               | 23,2                               | 22,4                               | 20,7                               | 18,4                               | 17,1                               | 16,5                               | 18                                 | 19,9                               | 20,9                               | 21,6                               | 22,3                               | 20,3                               |
| Temperatura mínima média (°C)      | 17,7                               | 17,8                               | 16,9                               | 15                                 | 12                                 | 10,2                               | 9,4                                | 10,8                               | 13,5                               | 15,3                               | 16,2                               | 17,1                               | 14,3                               |
| Precipitação (mm)                  | 251                                | 224                                | 194                                | 78                                 | 45                                 | 28                                 | 22                                 | 34                                 | 52                                 | 129                                | 162                                | 216                                | 1 435                              |
| Fonte: Climate-Data.org            |                                    |                                    |                                    |                                    |                                    |                                    |                                    |                                    |                                    |                                    |                                    |                                    |                                    |

## Demografia
Dados da estimativa - 2014
População total: 80.149
- Urbana:77.130
- Rural: 3.019
  - Homens:36.033
  - Mulheres: 39.459

Densidade demográfica (hab./km²): 241,27
Mortalidade infantil até 1 ano (por mil): 14,81
Expectativa de vida (anos): 71,79
Taxa de fecundidade (filhos por mulher): 2,13
Taxa de alfabetização: 95,23%
Índice de Desenvolvimento Humano (IDH-M): 0,809
- IDH-M Renda (PIB): 0,733
- IDH-M Longevidade: 0,780
- IDH-M Educação: 0,914
- Renda per Capta: R$ 314,28

## Política e administração
- Prefeito: Kleber Silveira (PL) (2025/2028)[31][32]
- Presidente da câmara: Paulo Filipe (UNIÃO) (2025/2026)[33]

### Símbolos do município

#### Brasão

Brasão de Cruzeiro.

O brasão de armas foi idealizado por José Heitgen, como um modelo heráldico português, representando a origem dos primeiros colonizadores da região. Possui ao alto, uma coroa mural que simboliza a autonomia do município, à esquerda possui um talhado com a bandeira de São Paulo num céu azul, simbolizando ser uma cidade paulista; no centro, no céu azul, as cinco estrelas representam a constelação Crux, também conhecida como Cruzeiro do Sul, que é de onde se originou o nome do município; embaixo, possui a representação do rio Paraíba do Sul correndo sob o campo de prata e refletindo o azul do céu em seu leito; a parte inferior é circundada por um listel vermelho com a seguinte divisa em letras de prata: Cultura, Civismo, Paz, Liberdade e Trabalho.

#### Bandeira

Bandeira de Cruzeiro.

A bandeira foi adotada oficialmente por decreto de 19 de novembro de 1979, pelo prefeito Jorge Santiago. Foi desenhada seguindo as mesmas características da bandeira paulista, devido a participação de Cruzeiro na Revolução Constitucionalista de 1932, sendo o Túnel da Mantiqueira uma das principais frente de batalha das Forças Armadas do Brasil contra os revolucionários paulistas. A bandeira possui treze listras (seis brancas e sete azuis), representando treze peças de blau e prata, possui um cantão destro de goles com um círculo de prata na silhueta geográfica de São Paulo, de blau, e acompanhada de cinco estrelas douradas, representando as estrelas Gacrux, Delta Crux, Epsilon Crucis, Becrux e Acrux, cujas formam a constelação Crux.

### Subdivisões
Bairros
A cidade de Cruzeiro tem se expandido ao longo das décadas, principalmente por conta de novos moradores que migraram para o município atraídos pelo crescimento da indústria e do comércio da cidade e, por consequência, dando surgimento a novos bairros, somando-se aos já existentes. A cidade conta atualmente com algumas dezenas de bairros ou distritos, que dão conta da dimensão da sua ocupação territorial e a sua dispersão populacional, considerando a sua densidade demográfica. Compõem a cidade os seguintes bairros:
- Barra do Embau
- Brejetuba
- Cecap Nova
- Centro
- Comerciários
- Eco Vale
- Embau Mirim
- Entre Rios
- Expedicionários
- I Retiro da Mantiqueira (ou Vila Rica)
- II Retiro da Mantiqueira
- Itagaçaba
- Jardim América
- Jardim Europa
- Jardim Paraíso
- Jardim Primavera
- Jardim São José
- Lagoa Dourada I
- Lagoa Dourada II
- Metalúrgico
- Nova Cruzeiro
- Parque Primavera
- Passa Vinte
- Pontilhão
- Regina Célia
- Santa Cecília
- Santa Luzia
- São Judas Tadeu
- Várzea Alegre
- Vila Ana Rosa
- Vila Biondi
- Vila Brasil
- Vila Canevari
- Vila Crispim
- Vila Juvenal
- Vila Loyelo
- Vila Maria
- Vila Novaes
- Vila Operária
- Vila Paulista
- Vila Paulo Romeu
- Vila Romana
- Vila Suely
- Washington Beleza

## Economia
Hoje, o município tem o seu foco econômico voltado para a área do comércio (possui importantes empresas como Casas Bahia, Pernambucanas, O Lojão Magazine, Lojas Cem, Magazine Luiza, Lojas Americanas), e da indústria metalúrgica. A antiga FNV (Fábrica Nacional de Vagões) atualmente tem o seu parque industrial dividido por duas empresas do grupo Iochpe-Maxion sendo elas: Amsted-Maxion Fundição e Equipamentos Ferroviários, que foi a fusão do grupo Iochpe-Maxion com a Norte Americana Amsted Industries e a Maxion Sistemas Automotivos-Divisão de Rodas e Chassis. A Amsted-Maxion é referência em fundição, possuindo unidade nos Estados Unidos e Hortolândia. Já a Maxion Sistemas Automotivos possui filiais em Curitiba e Região Metropolitana de Belo Horizonte, além de uma filial na China, sendo uma indústria multinacional de componentes ferroviários e produção de rodas e chassis, contando com mais de 6 mil funcionários. A companhia tem seus produtos vendidos para mais de 40 países em cinco continentes diferentes, tendo os Estados Unidos, Itália, Argentina, Canadá e a Venezuela como os maiores importadores. Além disso, hoje a empresa produz chassis de camionetas, caminhões, e carros para grandes montadoras nacionais como Fiat, Volkswagen, Nissan,Scania, entre outras. As duas empresas juntas movimentam mais da metade da economia do município.
No ano de 2008 a Maxam, empresa espanhola dedicada a serviços para mineração (explosivos e medições em pedreiras e minas) comprou a antiga Nitrovale (anteriormente chamada Nitrobrasil), e começou a produção de explosivos e sistemas de iniciação na zona rural da cidade para as principais mineradoras do país, além de começar a exportar explosivos de uso civis para países do cone sul.
Além delas, a cidade conta outras empresas de pequeno e grande porte e várias empresas de transporte rodoviário. Entre essas empresas, estão a MSD (Merck Sharp & Dohme), CPI Papéis Industriais, Metalúrgica Carron, Pentanova, Finquímica, Tractor Terra, Batatas Inaí e Massas Cunha. No ramo do transporte, estão instaladas na cidade empresas como GR Transporte de Produtos Químicos, Transportadora Sayder, Transportadora Sulista, Transpanda, Transporte Marcos, Transbiondi e Transportadora Soberana (adquirida em 2017 pela Transbiondi).

## Infraestrutura

### Educação
Ensino Básico
O município conta com diversas instituições públicas municipais e estaduais, além das escolas privadas de ensino, desde a pré-escola, passando pelo ensino fundamental e no médio, até o ensino superior. A cidade possui a ETEC Professor José Sant'Ana de Castro, que oferece Ensino Médio (manhã) e diversos cursos distribuídos entre tarde e noite. Existem algumas escolas bastante clássicas no município, como é o caso da escola Arnolfo Azevedo, que fica no centro do município, onde ainda é possível visualizar na parede a divisão entre meninos e meninas. A escola Oswaldo Cruz (estadual) é a maior e mais tradicional de Cruzeiro, contando com mais de 1400 alunos e 163 docentes. Há também uma unidade do SESI em Cruzeiro. Outras instituições integram o quadro da cidade, como o INSA-Oratório (Salesianos), o COC Dinâmico, o Colégio Orbe (Etapa), o Colégio Adventista, o Colégio Objetivo, Anglo Jean Piaget, Educarte (Poliedro), entre outros.
Ensino Superior
Cruzeiro conta com 3 instituições de ensino superior:

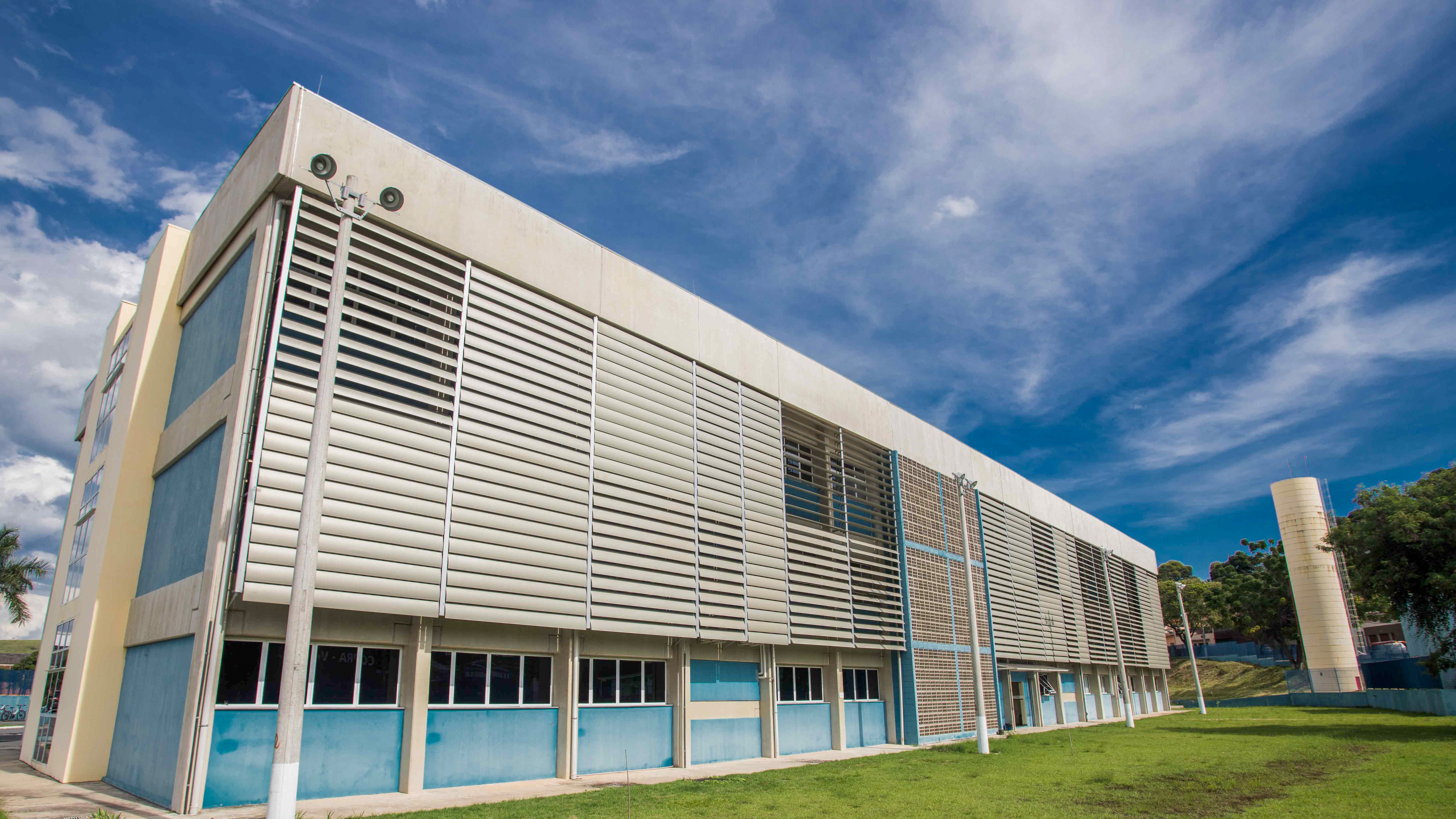
FATEC de Cruzeiro

- ESC-ESEFIC: Escola Superior de Cruzeiro e Escola de Educação Física de Cruzeiro 'Prefeito Hamilton Vieira Mendes', foi criada em 1969 e oferece cursos de fisioterapia, pedagogia, educação física (licenciatura e bacharelado) e enfermagem (com autorização prévia para o Curso de Ciências Biológicas);

- FACIC: A Faculdade de Ciências Humanas de Cruzeiro oferece cursos de administração, ciências contábeis, direito, engenharia de produção e pedagogia;
- Fatec Cruzeiro - Prof. Waldomiro May: Foi criada em 2005[36] e oferece os seguintes cursos: Análise e Desenvolvimento de Sistemas, Eventos, Gestão Empresarial, Gestão da Produção Industrial e Gestão Hospitalar.[37]

A cidade ainda conta com vários polos de Ensino Superior à distância: UNINTER, FATEC Internacional, ULBRA e Faculdade Braz Cubas.

### Saúde
A cidade possui uma Santa Casa que atende toda a região. Possui também um Ambulatório de Especialidades para atendimentos específicos. Está sendo construído pelo Governo Estadual um Hospital Regional de maior porte, para atendimento de procedimentos mais complexos.
Além disso, a cidade conta com uma grande rede de médicos de todas as especialidades e diversas clínicas especializadas.

### Saneamento
Água
O sistema de saneamento e esgoto da cidade é administrado pela empresa pública municipal Serviço Autônomo de Água e Esgoto (SAAE) de Cruzeiro. Ela dispõe de três estações de tratamento de água (ETA’s) em operação. A empresa também possui quatro reservatórios de água em operação, os quais totalizam juntos quase 7.000m³ de água armazenada. O sistema produtor de Cruzeiro contempla a exploração de mananciais superficiais os quais são: Rio Batedor, Rio Água Limpa, Rio do Braço, Rio do Lopes, Rio Passa Vinte e Rio Monteiro.  O sistema de distribuição atinge quase a totalidade da população.
Esgoto
O SAAE Cruzeiro não possui Estação de Tratamento de Efluentes em operação(ETE), porém está em processo de implantação a primeira unidade para atender o município. Atualmente todos os esgotos coletados são lançados diretamente em corpos receptores, mesmo com rede coletora, pois não há ETE. Trinta por cento do total coletado são lançados no Córrego da Barrinha, 15% do coletado do Bairro Itagaçaba são lançados direto no Rio Paraíba e o restante é dissipado no Rio do Lopes.
O projeto de implantação da primeira ETE do município contempla um sistema de tratamento com fases anaeróbia e aeróbia, com desinfecção dos esgotos tratados. O SAAE Cruzeiro, com base em informações referentes a 2009, afirma que o sistema coletor possui cerca de 285,5 km de rede,
contemplando o atendimento de 71.382 habitantes o que representa quase a totalidade da população, totalizando 23.189 ligações, sendo 21.906 ativas, o que corresponde a 22.527 economias ativas, das quais 20.884 são residenciais. O volume coletado de esgoto pelo SAAE corresponde a 4.033.000 m³/ano do qual são faturados 4.179.000 m³/ano. Com relação a cobrança dos serviços de coleta de esgotos, o SAAE adota como referência 50% do valor da tarifa de água do município.
Rede de drenagem pluvial
O sistema de drenagem pluvial do perímetro urbano, embora existente, é limitado e não cobre todo o perímetro urbano. São recorrentes os alagamentos na cidade em períodos de chuva intensa, principalmente na região central da cidade, nos arredores do Rio Paraíba do Sul e do riacho que atravessa a cidade. Isso ocorre porque a capacidade do sistema de drenagem pluvial do município não acompanhou o crescimento da cidade. Portanto, são necessários investimentos futuros na ampliação da capacidade da rede de drenagem pluvial de Cruzeiro, pois esta poderá desempenhar papel fundamental para a qualidade do saneamento e da drenagem de águas do município, principalmente em períodos com grandes quantidades de chuvas, de modo a minimizar os problemas decorrentes, como enchentes e deslizamentos de encostas causados pelo excesso no nível de circulação da água.

### Transporte
No segmento de transportes de passageiros atendem a cidade empresas como Pássaro Marron, que disponibiliza linhas para cidades do Vale do Paraíba e São Paulo (São José dos Campos, Aeroporto Internacional de Guarulhos, Taubaté, Pindamonhangaba, Aparecida, Guaratinguetá, Lorena, Cachoeira Paulista, Canas, Piquete, Lavrinhas, Queluz e Areias; Viação Cidade do Aço, que disponibiliza linhas para o Sul de Minas, Sul Fluminense e Rio de Janeiro (Barra Mansa, Volta Redonda, Resende, Itatiaia, Engenheiro Passos, Itamonte, Itanhandu, Passa Quatro, São Lourenço, Pouso Alto), Rodoviário e Turismo São José, que atende as linhas urbanas da cidade, União Transporte Interestadual de Luxo S/A, mais conhecida por ÚTIL e Viação Cometa S.A que disponibilizam linhas para o Sul de Minas (Monte Sião, Varginha, Pouso Alegre, Cruzília, Andrelândia, Conceição do Rio Verde, Lambari, Caxambu) e Cia. Atual de Transportes que disponibiliza uma linha diária para Belo Horizonte.
Ainda três empresas no setor de fretamento e turismo estão instaladas na cidade, Translourdes, que realiza fretamentos para o INPE,  FURNAS e fretamentos eventuais, a Lobo Turismo, que realiza viagens turísticas e fretamento para a Rua 25 de Março e Brás em São Paulo. E a Bethânia Turismo , que realiza locação de vans e ônibus para viagens e transportes para universidades da região.
Rodovias
- SP-52
- SP-58
- BR-116

Ferrovias

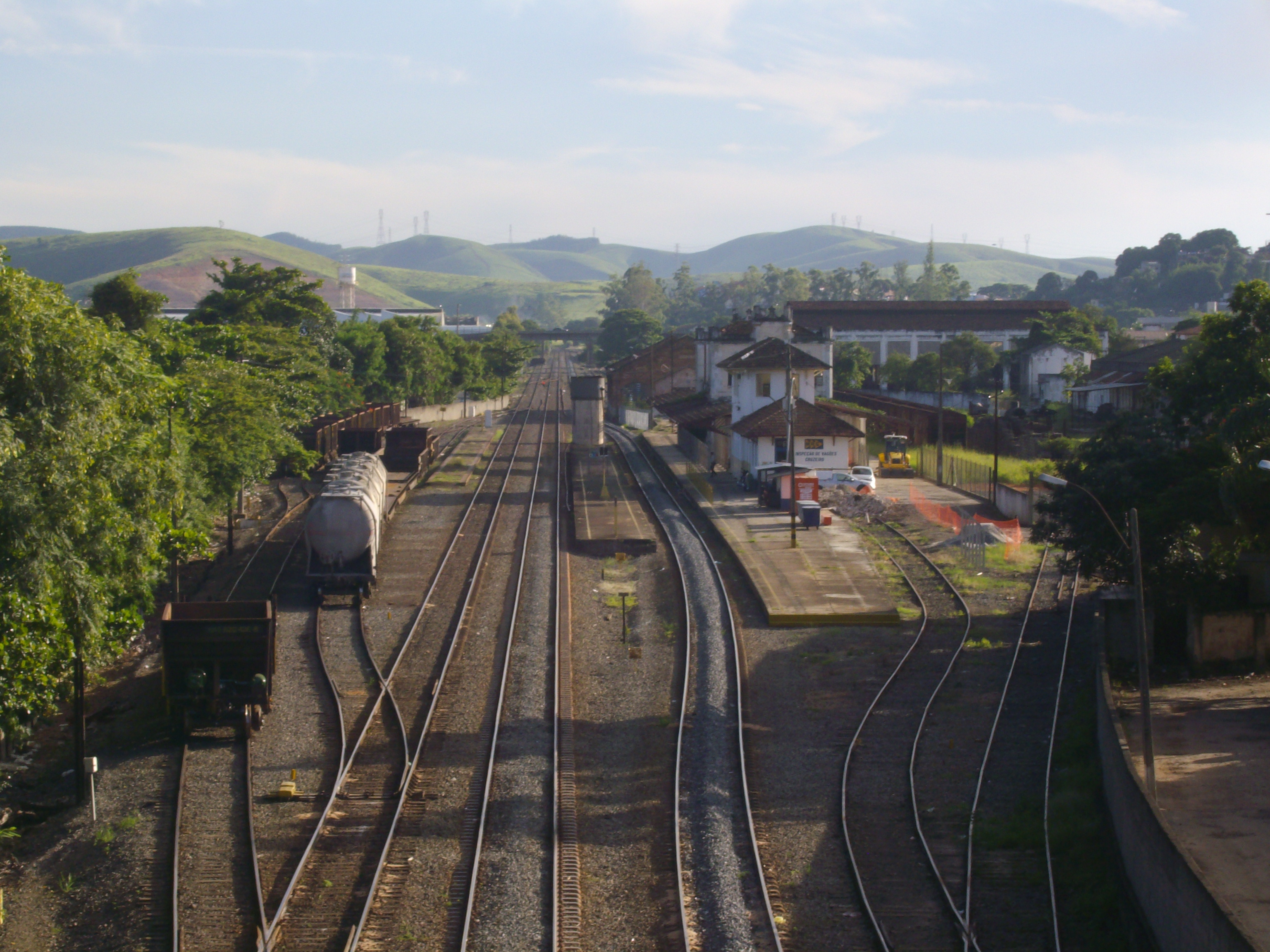
Ferrovia da MRS Logística que tangencia o Rio Paraíba do Sul e o centro de Cruzeiro. Em segundo plano, a antiga Estação de Cruzeiro.

A cidade é cortada pela MRS Logística, por onde passa o Ramal de São Paulo, conectando Cruzeiro por ferrovia a São Paulo, Rio de Janeiro e Belo Horizonte. Esse trecho ferroviário compunha a antiga Estrada de Ferro Central do Brasil, que foi preponderante para o escoamento da produção do café e mercadorias em geral ao longo da segunda metade do século XIX e durante o século XX.
O município foi ponto inicial da EFMR (Estrada de Ferro Minas e Rio), que mais tarde foi incorporada a RFFSA e fechada em 1991, sendo totalmente abandonada. Dos remanescentes da EFMR em Cruzeiro, apenas o pátio ferroviário ainda se encontra em operação pela ABPF - Regional Sul de Minas.
Em Cruzeiro também opera a principal oficina de manutenção de locomotivas da  Associação Brasileira de Preservação Ferroviária (ABPF) – Regional Sul de Minas, cujo trabalho envolve a reparação pesada de locomotivas a vapor e a diesel. São exemplos de locomotivas restauradas o Trem da Serra da Mantiqueira, em Passa Quatro; e o Trem das Águas, em São Lourenço. A oficina também ajuda outras regionais da ABPF na manutenção de seus trens, fornecendo peças, fabricando componentes, entre outros serviços. Além das locomotivas, a oficina cuida da manutenção de veículos de linha, como autos de linha, vagonetes, entre outros. São também feitos e recuperados componentes da parte motora dos carros de passageiros. Por fim, outro grande trabalho realizado na oficina, a re-bitolagem de dormentes de concreto, para aplicação nas linhas do Sul de Minas mantidas pela regional.
No momento, está sendo trabalhada a reativação pela ABPF do trecho ferroviário entre Cruzeiro e Passa Quatro, da antiga Estrada de Ferro Minas e Rio, como uma expansão do trajeto atual do turístico Trem da Serra da Mantiqueira.
Aeroviário
A cidade possui um aeródromo de terra batida para pequenas aeronaves, atrás do recinto de exposições, na Vila Juvenal, com planos de ser construído um aeroporto.

### Comunicações
O sistema de telefones automáticos foi inaugurado na cidade pela Companhia Telefônica Brasileira (CTB) em 1970. Já o sistema de discagem direta à distância (DDD) foi implantado em 1975 pela Telecomunicações de São Paulo (TELESP) com o código de área (0125).
Na década de 90 o código DDD da cidade foi alterado para (012), para padronização do sistema telefônico com a telefonia celular que estava sendo implantada em todo o estado.

## Cultura e lazer
O município possui uma agenda cultural ativa, com diversas atividades culturais ao longo do ano que contemplam apresentações, eventos, entre outras atividades, a exemplo das atividades realizadas no Teatro municipal Capitólio e no Museu municipal Major Novaes.
Anualmente na cidade é realizada a ExpoAgro Cruzeiro que conta com shows dos mais diversos artistas do Brasil e é considerado uma das maiores exposições agrícolas da região do Vale do Paraíba, sendo que a cidade também conta com regulares feiras de temática agrícola ao longo do ano.
No Museu Major Novaes, regularmente são realizadas diversas exposições com amostras de registros históricos do município e exposições de temáticas sociais, além da exposição realizada anualmente na semana em memória a Revolução Constitucionalista de 1932. No Teatro municipal também são regulares as apresentações, porém, a reforma e restauração do prédio datado da década de 1930 deixou as apresentações suspensas recentemente.
A cidade também costuma sediar encontros de temática automotiva, balonismo, trekking ou montanhismo, entre diversas outras atividades.

## Turismo
- Museu Major Novaes: O imóvel também conhecido como "Solar dos Novaes" e "Casa da Dona Tita", era sede da Fazenda Boa Vista e é datado de 1815. É considerado o núcleo inicial do município, vinculado a história da cidade e da região. O acervo do museu conta com móveis coloniais, cristaleiras procedentes da Itália e documentos históricos, como cartas trocadas com a Família Imperial. Além disso, promove regularmente diversas exposições e atividades culturais. Sua majestade D. Pedro II tinha um grande prestígio ao seu compadre, o Major Novaes, tendo o próprio imperador e outros membros da família real se hospedado no casarão quando em passagem pela cidade. O museu foi tombado como patrimônio histórico pelo Governo Estadual por meio do decreto nº 13.227 de 24 de setembro de 1969.[58][59][60]
- Basílica Imaculada Conceição: Um dos principais cartões-postais de Cruzeiro, localizada na área central da cidade, a igreja projetada com arquitetura de estilo eclético, possui elementos do barroco e do neoclássico, teve suas obras iniciadas em 1830. o edifício passou por diversas reformas ao longo de sua história, mas que não chegaram a alterar suas características originais, sendo a maioria internamente. Sua fachada foi originalmente concebida sem pintura, com acabamento em pó de pedra, no século passado, ao final da década de 60 e início da de 70, foi pintada em amarelo claro e escuro; na década de 90, em azul escuro/branco; no início do atual século, em azul claro/branco e recentemente passou por uma reforma e a pintura azul/branco da igreja foi substituída por bege/areia. A matriz de  Imaculada é o segundo maior templo católico do Vale do Paraíba com capacidade para 3000 fiéis. É um raro exemplo de igreja de seu período, onde, mesmo tendo apenas um orago (santo devocional) possui duas torres.[58]
- Centro Cultural Rotunda: Importante edifício ferroviário, que compunha o conjunto de prédios das "Oficinas Modelo da Rede Sul Mineira". Esse conjunto de prédios construídos na década de trinta, do século vinte, foram os mais bem planejados e construídos, para os fins a que se destinavam na América Latina, só existindo similares nos EUA e Canadá(O conjunto de oficinas da antiga Rede Sul Mineira encontra-se hoje em completo abandono),  . Originalmente o prédio da rotunda se destinava a posicionar locomotivas, carros de passageiros e vagões nos trilhos da ferrovia através de um Girador, o espaço oferecia serviços de manutenção mecânica, pintura e jateamento. Dada a  sua função básica  seu projeto  levou a ter a forma de semicircunferência, sendo a única meia rotunda brasileira. Das vinte quatro rotundas erguidas no Brasil quatorze foram demolidas e somente duas restauradas, a de São João del Rei e a de Cruzeiro. O prédio da Rotunda de Cruzerio foi restaurado pela iniciativa privada (Fundação Iochpe) sob orientação de voluntários da ONG "Grupo Preservacionista Casa do Engenho", com o objetivo de criar um espaço cultural onde estariam representadas as cidades do Vale Histórico, posicionando Cruzeiro como um portal de entrada para região. Atualmente o prédio encontra-se novamente em relativo estado de abandono, desviado de suas funções e destinado a abrigar eventos secundários, não recebendo nenhuma manutenção, o que tem comprometido sua estrutura.[58]
- Igreja Santa Cecília: Primeira Matriz da cidade, teve a construção concluída em dezembro de 1896.[58]
- Capitólio Teatro Municipal: Construído em 1929, possui espaço para exposições e uma excelente acústica. Já foi palco de shows de artistas nacionais importantes.[58]
- Bosque Municipal: Parque municipal com 28.869 m², possui uma vista, pista de bicicross, parque infantil, pista de cooper e um lago.[58]
- Escola Arnolfo Azevedo: Escola tradicional do município localizada numa praça no Centro da cidade. Ainda é possível ver as inscrições na fachada indicando a divisão de meninos e meninas na escola.[58]
- Belvedere Santo Cruzeiro: Praça onde é possível ter uma vista geral da cidade, emoldurada pela Serra da Mantiqueira. Localizada no perímetro urbano no bairro do Jardim América mas precisamente na praça João XXIII. O monumento homenageia as santas missões realizadas na cidade.[58]
- Belvedere "A Santa": Ao lado da SP-52, precisamente na Garganta do Embaú, divisa entre Cruzeiro e Passa Quatro. É um local de vista exuberante e própria para descanso, com comércio de lanches em geral e acesso a água em fonte natural. A vista desse ponto é aproximadamente de 1.800 metros de altitude. No local há um altar com a imagem de Nossa Senhora Aparecida, denominada "A Santa" devido à imagem de Nossa Senhora Aparecida, instalada sobre um altar. Localiza-se na Serra da Mantiqueira, e assim denominada APA; distante de 21 km do centro de Cruzeiro.[58]
- Túnel da Mantiqueira:Construído pela Minas and Rio Railway, localiza-se a aproximadamente a duzentos metros do belvedere da Serra da Mantiqueira, onde se encontra "A Santa". Esse famoso túnel ferroviário, foi palco de eventos marcantes para a história. Por exemplo, por ocasião de sua construção, feita pelos ingleses da Cia "Minas and Rio Railway", recebeu o imperador D. Pedro II e sua comitiva, era o orgulho ferroviário do império, tendo sido o maior túnel ferroviário construído até então na América Latina. Dado o posicionamento estratégico do túnel, durante a Revolução Constitucionalista de 1932, o local teve uma guarnição instalada  pela frente de defesa dos revolucionários paulistas, nesta ocasião teve os trilhos removidos de seu interior, que foi preenchido com uma barricada, objetivando impedir a passagem das tropas federais de Getúlio Vargas. O túnel tem aproximadamente  1 km, com suas extremidades entre São Paulo e Minas Gerais.[58]
- Pico da Gomeira: Um pico da Serra da Mantiqueira com 2068 metros de altitude, cujo cume está precisamente na fronteira entre os Estados de Minas Gerais e São Paulo, sendo possível avistá-lo a partir do centro de Cruzeiro. O lugar é um atrativo para os praticantes de trekking ou montanhismo. Seu cume está a aproximadamente 7 km do acesso pela SP 052, a partir da Garganta do Embaú.[61][62]
- Pico do Itaguaré: Outro importante cume da Serra da Mantiqueira, na próximo da divisa entre os Estados de Minas Gerais e São Paulo, com acesso pela SP 52. Possui 2.308 metros de altitude e do seu topo é possível avistar todo o Vale do Paraíba. Não é explorado turisticamente, sendo utilizado somente por aqueles que praticam montanhismo.[58]
- Pico dos Marins: Possui 2.422 metros de altitude, de onde é possível visualizar parte do Sul de Minas e do Vale do Paraíba. Local excelente para prática de montanhismo, com via de acesso por Piquete.[58]
- Pedra da Mina: Seu cume fica na divisa entre Cruzeiro e Passa Quatro e é o ponto culminante da Serra da Mantiqueira, com 2.798 metros. Esse é outro lugar que tem sido destino predileto dos praticantes de trekking e montanhismo.[58]
- Garganta do Embaú: O ponto de transposição mais baixa da Serra da Mantiqueira e está a aproximadamente 20 km do centro da cidade, o local é trecho demarcado da Estrada Real e por onde também passaram os bandeirantes durante suas incursões ao interior de Minas Gerais.[58]
- Pico do Focinho do Cão: Local de beleza natural, que corre sobre rochas, possuindo uma caverna perfurada pelo próprio riacho que segue por baixo de um morro a cerca de 500 metros, voltando a ser remanso novamente. É utilizado turisticamente pelos cruzeirenses. Existe na Área, local para camping rústico, piquenique e estacionamento.[58]
- Cachoeira do Cantagalo: Trecho do rio Brejetuba tem uma nascente com piscinas naturais, Área para camping, campo de futebol, restaurante e estacionamento. Localiza-se próximo ao Bairro do Brejetuba, com bar, restaurante, campo de futebol, várias fazendas agropecuárias e casas de campo. Chega-se ao local pela entrada de acesso para Passa Quatro, retornando por Passa Vinte a esquerda, utilizando Vicinal.[58]
- Reino Encantado: Localiza-se na Serra da Mantiqueira, na Estranha Cruzeiro/Pinheiros, encontrando o local de beleza natural, com um pequeno regato que corre por sobre rochas cristalinas, onde surge um pequeno canyon, cortado nas rochas pela ação erosiva das águas, o canyon estende-se por aproximadamente 500 metros, onde o riacho volta a correr em terrenos abertos. Mesmo sendo uma área pitoresca, seu relativo abandono pelas autoridades levou a uma continua degradação de sua cobertura vegetal original, os campos, que hoje envolvem os terrenos ao redor desse sítio, são o resultado da destruição sistêmica da rica cobertura original composta por uma floresta de mata Atlântica.   Possui uma Área para camping rústico, pic-nic e estacionamento.[58]
- Estação Ferroviária de Cruzeiro: Antiga estação ferroviária, construída em 1884, antes mesmo da fundação da cidade. Hoje o prédio principal não é mais usado, mas o pátio de manobras ainda é de usado pela MRS Logística. O prédio principal é de responsabilidade da prefeitura municipal. Mas, com os anos, edificação foi sendo deteriorada e atualmente encontra-se em péssimo estado de conservação. Porém, em 2017 a Prefeitura Municipal recuperou um convênio com o Ministério do Turismo do governo federal para restauração do prédio histórico.[58][63][64]
- Mundo Novo - Cachoeira do Curiaco: Localizado próximo na divisa com a cidade de Piqueti, ao lado da rodovia de ligação entre os dois municípios. Possui vista para o Pico dos Marins e o Pico do Itaguaré.[65]
- Toca das Andorinhas: Local para o ecoturismo localizado na Serra da Mantiqueira, entre os Picos do Itaguaré e dos Marins, na divisa dos municípios de Cruzeiro e Piquete. A área onde se localiza a cachoeira é de propriedade particular. O acesso ao atrativo é feito, partindo da região central do município, pela rodovia SP-52, até o km 6, de onde se segue por estrada municipal, por mais 10 km, até o bairro Rio Monteiro e , a partir daí, por trilha de aproximadamente 4 km até o atrativo. O trajeto, até a o bairro Rio Monteiro, é feito por via pavimentada e sinalizada. O atrativo está localizado a uma altitude de 1.700 metros. É uma cachoeira de rara beleza e tem seu nome diretamente ligado às aves que habitam a região. No bairro Rio Monteiro, próximo ao atrativo, há pousadas e restaurantes.[58]
- Trilha da Revolução: Exploração dos locais históricos em que atuaram as tropas, incluindo aqueles em que ocorreram os combates entre as tropas paulistas e as tropas federais durante a Revolução Constitucionalista de 1932.[65]

## Religião
O Cristianismo se faz presente na cidade da seguinte forma:

### Igreja Católica
- A igreja faz parte da Diocese de Lorena.[67]

### Igrejas Evangélicas
Entre as igrejas protestantes históricas, pentecostais e neopentecostais, encontram-se na cidade:
- Assembleia de Deus Ministério do Belém.[70][71]
- Congregação Cristã no Brasil.[72]